# بيرني خان
بيرني خان (بالإنجليزية: Bernie Kahn)‏ هو كاتب سيناريو أمريكي، ولد في 26 أبريل 1930.

## وصلات خارجية
- بيرني خان على موقع IMDb (الإنجليزية)
- بيرني خان على موقع ألو سيني (الفرنسية)
- بيرني خان على موقع قاعدة بيانات الأفلام السويدية (السويدية)
- بيرني خان على موقع قاعدة بيانات الفيلم (الإنجليزية)
- بيرني خان على موقع كينوبويسك (الروسية)